# アクティブ・アステロイド
アクティブ・アステロイド（英: Active Asteroids、日本語版タイトル:活動する小惑星 -Asteroid in Active-）はNASAがパートナーとなって行っている市民科学プロジェクトで、メインベルト彗星、木星族彗星、準ヒルダ群彗星を含む活動小惑星（通常の小惑星と思われていたが、コマや尾といった彗星のような特徴が見つかった天体）の発見に成功している。このプロジェクトは、様々な市民科学プロジェクトをホストするプラットフォームであるズーニバース上で運用されており、アメリカ国立科学財団の大学院研究フェローシッププログラムなどから資金提供を受けている。研究チームのリーダーはColin Orion Chandlerが務めている。
2024年4月までにのべ8300人のボランティアが43万枚の画像を計670万回分類しており、従来60個しか知られていなかった活動小惑星の数を新たに16個も発見し、既知天体のサンプル数を大きく増やすことに貢献している。

## 参加手順

プロジェクトに使われている画像を撮影したブランコ望遠鏡とDECam

参加には手続きや資格などはなく、使い方（ページ中の「フィールドガイド」「チュートリアル」「ヘルプ」など）を読んで理解さえすればすぐに活動小惑星候補の分類を行うことができる。
プラットフォームであるズーニバースのアカウントを登録（無料）すれば、行った分類とアカウントを紐づけることができ、任意でアカウントに本名を登録すれば（非公開）論文出版時などにクレジットを受けることができる。これはズーニバース上の他のプロジェクトに共通している。
ユーザーはウェブサイト上で、既知の小惑星を撮影した画像を提示され、その画像に彗星活動の兆候の見た目がないかをYES/NOで答える。この画像はチリのセロ・トロロ汎米天文台(CTIO)にある口径4mのビクター・M・ブランコ望遠鏡に搭載された撮像装置DECamが撮影した。
研究チームはユーザーの目を彗星状天体に慣らすため、またユーザーの判別精度を見積もるために何枚かに1回わざと既知の彗星を提示するが、その際は回答後にポップアップメッセージが表示される。
したがって、提示画像の天体が彗星のような見た目をしており、YESと回答しても何もフィードバックがなかった場合、その天体は未知の活動小惑星である可能性がある。

## 本格運用前の成果
開発チームはプロジェクトを立ち上げる前に、DECamの画像を用いてこのプロジェクトが可能か実証を試み、3本の論文の発表した。
その中には、以前から活動が知られている小惑星の(62412) 2000 SY178をちゃんと検出できたこと、2019年に顕著な尾を見せた(6478) ゴールトがその前から6年間にわたって活動をしていたことの発見、ケンタウルス族天体C/2014 OG392（パンスターズ彗星）の発見が含まれる。

## 発見成果

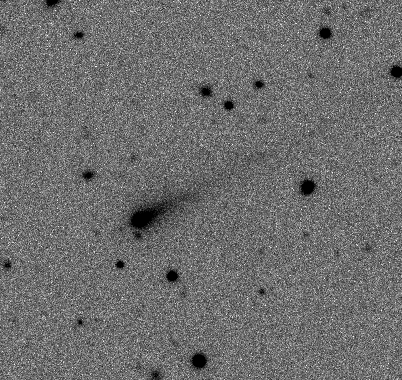
周期彗星282PのDECamによる画像。この画像から初めて市民科学者によって彗星活動が検出された。

このプロジェクトではHARVESTと呼ばれるパイプラインを用いて、天体画像のアーカイブのメタデータと小惑星センターの軌道データを比較して、既知の小惑星が写っているであろう画像を切り出す。切り出した画像に何らかの原因（軌道データの誤りや、小惑星が撮影条件に対して暗すぎた場合など）で小惑星が検出されなかった場合は除外される。こうして生成した画像をボランティアユーザーに提示していく。
2024年2月からは、TailNetと呼ばれる畳み込みニューラルネットワークを用いた機械学習システムを用いて、不良な画像をボランティアに見せる前に除外するだけでなく、活動小惑星である可能性の高い画像からボランティアに見せるシステムで運用されている。このAIの学習データには、それまでにボランティアが分類した膨大な量の画像のラベル付けが用いられている。
プロジェクトによる最初の発見は2022年9月になされ、チームは282P/(323137) 2003 BM80が2021年から2022年の15か月間にわたり活動していたことを論文で発表した。この天体の活動は2012年から2013年にも報告されており、チームが軌道を解析した結果準ヒルダ群天体のアウトバーストであることが分かった。
また、2010 LH15もこのプロジェクトによりDECamの画像から彗星活動が発見された。その後の追跡研究でパロマー山天文台のZTFで撮影された画像からも活動が見つかっており、この天体の半径が1.11±0.02 kmと推定されている。
この研究では、この活動が昇華によるものであると示されており、活動が始まったのは太陽から1.86 au 離れた位置で、通常のメインベルト彗星よりはさらに太陽に近い位置である。そのため、研究者はこの天体中の揮発性物質は他の活動小惑星よりも表層の深い部分に埋まっていたと考えている。
本プロジェクトの成功を受けて、2025年からは同様の分類を、ブランコ望遠鏡よりさらに大きなNSFヴェラ・C・ルービン天文台の口径8.4m望遠鏡が撮影した画像で行う姉妹プロジェクト「Rubin Comet Catchers （日本語版:ルービン 彗星の魔女）」が立ち上がった。

### 発見された天体の一覧
| 名前                   | 分類                                               | 活動の種別                       | 発見年月             | 出典                                                            | 以前の活動検出歴                   |
| ---------------------- | -------------------------------------------------- | -------------------------------- | -------------------- | --------------------------------------------------------------- | ---------------------------------- |
| 2015 TC1               | 木星族彗星                                         |                                  | 2022年1月            | [ 9 ] [ 2 ]                                                     | なし                               |
| 2017 QN84              | 木星族彗星                                         |                                  | 2022年1月            | [ 9 ] [ 2 ]                                                     | なし                               |
| 282P                   | 準ヒルダ群彗星 (以前は ケンタウルス族か木星族彗星) | 揮発性の昇華                     | 2013-06/2022-09      | [ 3 ]                                                           | あり、Bryce Bolinらが2013年に発見  |
| 2015 FW412             | メインベルト彗星候補                               | 昇華                             | 2023年2月            | [ 15 ] [ 2 ]                                                    | なし                               |
| 2015 VA108             | メインベルト彗星候補                               | 揮発性の昇華                     | 2023年2月            | [ 16 ]                                                          | なし                               |
| 2009 DQ118             | 準ヒルダ群彗星 (以前はケンタウルスか木星族彗星)    | 揮発性の氷の昇華                 | 2023年3月            | [ 17 ] [ 18 ]                                                   | なし                               |
| 2010 LH15 = 2010 TJ175 | メインベルト彗星                                   | 昇華状                           | 2023年3月            | [ 11 ]                                                          | なし                               |
| (588045) 2007 FZ18     | メインベルト彗星候補                               | 2本の尾                          | 2023年5月            | [ 19 ]                                                          | なし                               |
| 2018 CZ16              | 準ヒルダ群彗星                                     | 水の氷の昇華を示唆する熱駆動活動 | 2023年5月            | [ 20 ]                                                          | なし                               |
| P/2005 XR132           | 木星族彗星                                         |                                  | 2021年4月/2023年7月  | [ 22 ] [ 23 ]                                                   | あり、鄭宇棋らが2021年に発見       |
| 2004 CV50              | 準ヒルダ群彗星                                     |                                  | 2023年1月            | [ 25 ]                                                          | なし                               |
| (551023) 2012 UQ192    | 木星族彗星                                         | 昇華、繰り返し活動               | 2023年12月           | [ 26 ] [ 2 ]                                                    | なし                               |
| 2019 OE31              | 活動休止したケンタウルス族                         | 揮発性の昇華                     | 2023年12月           | [ 27 ]                                                          | なし                               |
| 2008 QZ44              | 木星族彗星                                         |                                  | 2023年12月           | [ 28 ]                                                          | なし                               |
| 2018 VL10              | 木星族彗星 (火星横断小惑星)                        |                                  | 2023-12              | [ 29 ]                                                          | なし                               |
| 2018 OR                | 木星族彗星 (火星横断小惑星)                        |                                  | 2024年1月            | [ 30 ] [ 2 ]                                                    | なし                               |
| (410590) 2008 GB140    | メインベルト彗星候補                               |                                  | 2024年2月            | TailNetにより活動が見つかる                                     | なし                               |
| 2016 UU121             | メインベルト彗星候補                               |                                  | 2024年2月            | TailNetにより活動が見つかる                                     | なし                               |
| 2011 UG104             | 木星族彗星                                         |                                  | 2024年5月            | TailNetにより活動が見つかる                                     | なし                               |
| 2015 VP51              | 木星族彗星                                         | 昇華と推測される                 | 2024年9月            | TailNetがフィルターした画像から市民科学者によって活動が見つかる | なし                               |
| 2010 MK43              | 木星族彗星 (以前は準ヒルダ群彗星)                  |                                  | 2024年9月            | TailNetがフィルターした画像から市民科学者によって活動が見つかる | なし                               |
| (523822) 2012 DG61     | 地球近傍彗星、アポロ群                             | 昇華状、繰り返し活動             | 2018年5月、2025年1月 | TailNetにより活動が見つかる                                     | ゲナディ・ボリソフによる過去の観測 |